# Jay Greenberg
Jay Greenberg (ur. 13 grudnia 1991 w New Haven, Connecticut) – amerykański kompozytor okrzyknięty cudownym dzieckiem, utalentowanym na miarę Mozarta.

## Życiorys
Urodził się w rodzinie mającej niewiele wspólnego z muzyką. Jego ojciec, Robert Greenberg, z wykształcenia slawista, jest dziekanem na nowozelandzkim Uniwersytecie w Auckland. Matka, Orna Greenberg, jest profesjonalnym artystą plastykiem. Gdy Jay miał 2 lata, rodzice kupili mu – na jego prośbę – miniaturową wiolonczelę, „a on po prostu usiadł i zaczął na niej grać”. Niedługo potem sam nauczył się grać również na pianinie, a w wieku 3 lat potrafił już zapisywać nuty. W następnych latach opanował do perfekcji umiejętność notacji, rejestrując muzykę, która nieustannie rozbrzmiewała w jego umyśle. Zapisywał kilka utworów równocześnie, jakby na wielu kanałach, nie przerywając nawet zwykłych czynności.

### Edukacja
W 1998, w wieku zaledwie 7 lat, zaczął studiować kompozycję i teorię muzyki u Antony'ego Johna na Uniwersytecie Duke’a (w Durham). Trzy lata później przyjęto go do prestiżowej nowojorskiej Juilliard School, gdzie studiował kompozycję w klasie Samuela Adlera oraz teorię muzyki u Samuela Zymana i Kendalla Briggsa. W roku akademickim 2006/2007 studiował kompozycję na Uniwersytecie Yale (tryb indywidualny). W 2012 ukończył (B.A.) z wyróżnieniem studia na Wydziale Muzyki Peterhouse, kolegium Uniwersytetu w Cambridge. W 2015 kontynuował kompozycję na studiach doktoranckich pod kierunkiem Eve de Castro Robinson w National Institute of Creative Arts and Industries Uniwersytetu w Auckland.

### Kariera kompozytorska
Mając 12 lat, Greenberg znalazł się w centrum zainteresowania amerykańskich mediów, gdy w poświęconym mu programie 60 Minutes zaprezentowano nagranie z wykonaniem jego kompozycji The Storm,  napisanej na zamówienie New Haven Symphony Orchestra. Samuel Zyman, nauczyciel Greenberga z Juilliard School, komentując na antenie ten koncert podkreślił, że „takiego talentu nie było od 200 lat. To cudowne dziecko na miarę  Mozarta, Mendelssohna i Saint-Saënsa”.
Jeszcze przed ukończeniem 15 lat Greenberg miał na swoim koncie ponad 100 kompozycji, w tym 5 symfonii, 10 sonat fortepianowych i koncert na trio fortepianowe z orkiestrą.
15 sierpnia 2006 ówczesna wytwórnia Sony BMG Masterworks wydała jego pierwszą płytę, na której znalazła się jego V Symfonia i Kwintet smyczkowy w wykonaniu London Symphony Orchestra pod dyrekcją José Serebriera oraz Juilliard String Quartet z wiolonczelistą Darrettem Adkinsem.
Latem 2007 miała miejsce premiera Koncertu skrzypcowego Greenberga, która odbyła się w nowojorskiej Carnegie Hall z towarzyszeniem Orchestra of St. Luke's pod dyrekcją Roberto Abbado. Solistą był Joshua Bell, w przeszłości również cudowne dziecko, dla którego Greenberg skomponował ten koncert.
Kompozycje Greenberga były wykonywane i nagrywane na całym świecie przez znane orkiestry i zespoły kameralne, takie jak London Symphony Orchestra, New York City Ballet, Minnesota Orchestra, Pittsburgh Symphony Orchestra, New Zealand Symphony Orchestra, Sejong Soloists, American Brass Quintet, Britten Sinfonia i in.

## Wybrane kompozycje
(za G. Schirmer publishing)

- 2004 Sonata for Cello and Piano, na wiolonczelę i fortepian
- 2004 Quintet for Strings, na kwintet smyczkowy
- 2005 Hexalogue, na kwintet dęty i fortepian
- 2005 Symphony No. 5, na orkiestrę
- 2006 Intelligent Life, na orkiestrę
- 2007 Concerto for Piano Trio and Orchestra, na trio fortepianowe i orkiestrę
- 2007 Eleven Variations on an Original Theme, na keyboard
- 2007 Violin Concerto, na skrzypce i orkiestrę
- 2008 Four Scenes, na podwójny kwartet smyczkowy
- 2008 Little Suite, na keyboard
- 2009 Neon Refracted, na zespół kameralny
- 2009 I Still Keep Mute, na sopran i orkiestrę
- 2009 Skyline Dances, na orkiestrę
- 2009 Twenty-Four Preludes and Fugues, cz. 1, na keyboard
- 2010 Nocturne, na orkiestrę smyczkową
- 2010 Second Suite, na keyboard
- 2011 Valse, na keyboard
- 2011 Blues, na kwartet smyczkowy
- 2011 A View from Inside, na kwartet fortepianowy
- 2012 Quintet for Brass, na kwintet dęty blaszany
- 2013 Kandinskiana, na kwintet fortepianowy
- 2015 Water Wheel with Mantras. na orkiestrę